# The Great American Bash 1985
The Great American Bash (1985) fu la prima edizione dell'evento di wrestling della serie Great American Bash, prodotto dalla Jim Crockett Promotions sotto l'egida della National Wrestling Alliance. Si svolse il 6 luglio 1985 presso l'American Legion Memorial Stadium di Charlotte (Carolina del Nord). Come risultato della vittoria di Dusty Rhodes nel main event, non solo egli si aggiudicò il titolo NWA World Television Championship, ma inoltre la valletta di Tully Blanchard, Baby Doll, fu costretta ad essere la valletta di Rhodes per un periodo di 30 giorni, durante il quale effettuò un turn face diventando presenza fissa ai match di Dusty Rhodes e del suo partner tag team di allora, Magnum T.A.
| N. | Risultati | Stipulazione                                                                                     |
| -- | --- | ------------------------------------------------------------------------------------------------ |
| 1  | Jimmy Valiant sconfigge Paul Jones | Dog Collar match                                                                                 |
| 2  | Manny Fernandez, Sam Houston & Buzz Tyler sconfiggono Superstar Billy Graham, Konga the Barbarian & Abdullah the Butcher (con Paul Jones)                        | Six-man tag team match                                                                           |
| 3  | Ron Bass (con James J. Dillon) contro Buddy Landel termina in pareggio                                                                                           | Single match                                                                                     |
| 4  | The Minnesota Wrecking Crew (Ole & Arn Anderson) (c) sconfiggono Buzz Sawyer & Dick Slater                                                                       | Tag team match per l'NWA National Tag Team Championship                                          |
| 5  | The Russian Team (Krusher Khruschev & Ivan Koloff) (c – NWA) contro The Road Warriors (c – AWA) (Hawk & Animal) (con Paul Ellering) termina in doppia squalifica | Tag team match per NWA World Tag Team Championship e AWA World Tag Team Championship             |
| 6  | Magnum T.A. (c) sconfigge Kamala (con Skandor Akbar) per squalifica                                                                                              | Single match per l'NWA United States Championship                                                |
| 7  | Ric Flair (c) sconfigge Nikita Koloff (con Ivan Koloff) | Single match per l'NWA World Heavyweight Championship (con David Crockett come arbitro speciale) |
| 8  | Dusty Rhodes sconfigge Tully Blanchard (c) (con Baby Doll) | Steel Cage match per l'NWA World Television Championship                                         |